# Carex lateriflora
Carex lateriflora là một loài thực vật có hoa trong họ Cói. Loài này được Phil. mô tả khoa học đầu tiên năm 1896.